# DaBaby
Jonathan Lyndale Kirk (sinh ngày 22 tháng 12 năm 1991, nghệ danh: DaBaby, trước đó là Baby Jesus) là nam rapper, diễn viên, ca sĩ, nhạc sĩ đến từ Charlotte, Bắc Carolina, Mỹ.
Album phòng thu đầu tay của anh Baby on Baby (2019) đạt vị trí thứ 7 trên Billboard 200, cùng năm đó, anh ra mắt album phòng thu thứ hai, Kirk (2019), và đứng hạng nhất bảng xếp hạng này.
Năm 2020, anh ra mắt album phòng thu thứ ba mang tên Blame It on Baby, trong đó có đĩa đơn  "Rockstar" đạt hạng nhất bảng xếp hạng Billboard Hot 100. Đây là đĩa đơn thứ hai từ album này.

## Thời thơ ấu
Jonathan Lyndale Kirk sinh năm 1991 tại Cleveland, Ohio. Năm 1999, anh chuyển tới sống tại Charlotte, North Carolina in 1999. Anh theo học và tốt nghiệp trường Trung học Vance năm 2010. Sau khi học xong, anh vào Đại học North Carolina, Greensboro trong hai năm rồi bỏ ngang, cho biết đi học chỉ vì mong muốn của cha mẹ.